# ヤマグチクエスト
ヤマグチクエスト（1989年11月17日（35歳）- ）は、フリーの日本のゲームライター、お笑いタレント。本名、山口 康弘（やまぐち やすひろ）。かつてはプロダクション人力舎に所属していた。

## 人物
- 東京都出身[1]。明治大学経営学部公共経営学科卒業[2]。
- ゲームを初めてやったのは幼稚園のころで、父親とやったスーファミの「ストリートファイターIIターボ」。アクションが不得意で、RPGばかりやっていた。
- 実況パワフルプロ野球は「人力舎内で一番うまい」。ポケモンも「芸人の中で一番詳しい・強い自信」がある[1]。レーティングバトルで戦えるポケモン801匹の育て方を教授出来る特技がある。
- ポケットモンスター ハートゴールド・ソウルシルバーで、「カブトプス」の理想個体を出そうとして厳選で28時間ぶっ通しでプレイしたことがある[3]。
- 読書も大好きで、「本のフェス」にて道尾秀介の「シャドウ」をプレゼンをしている[4]。
- オリックス・バファローズの大ファンで、ほぼ全試合見ている[1]。
- ミュージシャンでは米津玄師の大ファン。
- ゲーム好きな姉がいる。

## 来歴
スクールJCA21期生出身。事務所での同期にはトンツカタンやおとぎばなしなどがおり、当初は中学時代の同級生である新川寛人とのコンビ「ボスマジック」のツッコミを担当。2017年3月末に解散し、相方の引退に伴い山口はピン芸人となる。ライブでは主にフリップ芸、一人コント、漫談を披露する。
代表番組は『勇者ああああ』の「ゲーマーの異常な愛情」コーナーで、ゲームプレゼンを中心に、準レギュラーとして不定期出演していた。初回のリンダキューブアゲインをプレゼンした際には、「リンダキューブ」が放送後ヤフー検索ワードランキングで2位になり、登場2回目のmoonのプレゼンの際には「攻略サイトみたいなのが（今は）簡単に出来上がってしまう」「難しいなと思ったら調べてクリアしてっていうのが最近流行ってる」「それだと作業」「ゲームは作業じゃない」と発言し反響を呼ぶ。
ボクと魔王をプレゼンした翌日には、AmazonのPS2売れ筋ランキングにて同ソフトが1位、2位となった。
これまで同番組でプレゼンしたゲームソフトは「リンダキューブアゲイン」、「moon」、「ワンダと巨像」、「俺の屍を超えてゆけ」、「428 〜封鎖された渋谷で〜」、「ボクと魔王」の6作品。
2018年5月、事務所ホームページからプロフィールが削除され、同月18日放送の『勇者ああああ』の「ゲーマーの異常な愛情」コーナーに出演せず、アルコ&ピースに「代わりはいくらでもいる」「英雄色を好む」とイジられていた。12月20日の放送ではゲストの出演回数を振り返る企画が放送され、ラブレターズの「振り返りVTRを流すのか」という問いに、スタッフが「まだ早い」と答える場面があり、ナレーションでも一般人として扱われていた。
2019年9月から、YouTube配信やフリーライターをメインに活動を再開。
2020年9月24日、時間帯移動に伴って最後の深夜放送となる『勇者ああああ』で、久しぶりに出演。

## 出演

### テレビ
- 夕ぎりゲーム学園（テレビ東京）「eスポーツ部」のコーナー、ボスマジック時代の出演。
- Bダッシュゲーム道（テレビ東京）- 2016年9月23日、9月30日　ボスマジック時代の出演。
- 勇者ああああ〜ゲーム知識ゼロでもなんとなく見られるゲーム番組〜（テレビ東京）「ゲーマーの異常な愛情」のコーナーにプレゼンターとして出演。
- HAPPY MONDAY BASEBALL 今週のプロ野球とことん予想(BSスカパー！) - 「プロ野球大反省会2017SP！」にてオリックスを応援。[14]
- 大勇者ああああ-eスポーツU-23選手権頂点祭‐（テレビ東京 - 2018年2月4日）　ドラゴンクエストライバルズの解説として出演。
- ザキ山小屋別館（朝日放送） - 2018年2月23日

### ネット
- 電子書籍ランキング内の「人力舎　読書大好き芸人総選挙」[15] にて優勝。同サイト内にて5回に渡りコラムを連載した。
- 日本一ソフトウェアのゲームソフト紹介動画の中でシルバー事件をプレゼンした。[16]
- ニュースサイト「ねとらぼ」にてライターとして活動。2018年1月より「芸人ヤマクエの『俺のゲーム愛を笑うな』」を連載中。[17]
- ゲームさんぽ（2019年5月 - 、ライブドアニュース）

### 雑誌
- ファミ通の1500号記念企画「ゲーム総選挙」[18] にて投票とレビューを担当した。

### イベント
- パワプロチャンピオンシップス2017札幌・福岡・東京・決勝大会にてゲスト参加[19]　札幌は1日目プロ野球スピリッツAの実況解説、２日目はイベント総合MCとして参加。福岡・東京・決勝大会は主にパワプロゲームソフト部門のゲームの実況解説としてゲスト参加。
- 東京ゲームショウ2017のExtractor.liveのブースの総合MC・ポッ拳 POKKÉN TOURNAMENTのコーナーの進行・解説を務めた。また同イベントにて行われた勇者ああああの公開収録での前説をごりあて柿本と共に担当した。
- 楽天が主催する「勝手にドラフト会議」に参加しオリックスの選手のドラフトを担当。[20]
- 2018年2月11日「JAEPO×闘会議 2018」の「ウイニングイレブン2018 CO-OPトーナメント」におけるSPコメンテーターを担当。[21]
- 2018年2月24日、東京ゲーム音楽ショーのＡステージＭＣを担当。[22]

### 生放送
- ニコニコ生放送の番組「Jスタとあそぼう:ワイド」にてSIEゲームのダブルキャスト、ワイルドアームズ、高機動幻想ガンパレード・マーチをプレゼン。[23]
- 2018年2月よりExtractor Liveにて配信される「プレゼン面接はじめます　～ヤマグチクエストvsドープな有識者～」にレギュラー出演。